# Korvat auki
Korvat auki är en finländsk förening som grundades 1977 av kompositörer som ställde sig i opposition mot den redan etablerade tonsättargeneration, vars förgrundsgestalter var Joonas Kokkonen och Aulis Sallinen vilka bland annat bar upp symfonitraditionen och var delaktiga i den pågående inhemska operaboomen. I stället förespråkades nu internationella synsätt. Till de aktivaste medlemmarna hörde Eero Hämeenniemi, Kaija Saariaho, Tapani Länsiö, Olli Kortekangas, Jouni Kaipainen, Esa-Pekka Salonen och Magnus Lindberg. Ett par av dessa hade studerat för Einojuhani Rautavaara, men flertalet för Paavo Heininen. En postseriell estetik ställdes i högsätet; gruppens medlemmar undvek nyromantiska och fritonala tendenser. På 1980-talet utvecklades gruppens medlemmar i olika riktningar.